# Вулиця (фільм, 1972)
«Вулиця» (кирг. «Көчө») — радянський художній фільм Геннадія Базарова, знятий в 1972 році на кіностудії «Киргизфільм», за мотивами оповідання Мурзи Гапарова «Вулиця».

## Сюжет
Невелика розповідь про жителів селища Беш-Кемпір (п'ять бабусь). На місці цього селища повинно бути побудовано водосховище і жителям потрібно переселятися з дна майбутнього моря на нове місце. Проблеми, що виникають у зв'язку з цим, характерні для тогочасного півдня Республіки, — місця майбутнього каскаду Наринських гідроелектростанцій. Творці фільму показують, як по-різному ставляться жителі села до переселення. Фільм з комедійним ухилом, закінчується новосіллям. Сценарій фільму був удостоєний нагороди на Республіканському конкурсі.

## У ролях
- Чоробек Думанаєв — Абаз
- Н. Китаєв — Туман
- Бакен Кидикєєва — Сейїл
- Журахон Рахмонов — організатор боїв півнів
- Муратбек Рискулов — Борош ава
- Аліман Джангорозова — дружина Бороша
- Совєтбек Джумадилов — Ормотой
- Ділдорбек Рахмонов — епізод

## Знімальна група
- Сценарій — М. Гапаров
- Постановка — Геннадій Базаров
- Оператори — М. Туратбеков, В. Дурандін
- Художник — Олексій Макаров
- Композитор — Ю. Шеїн
- Звукооператор — Ю. Шеїн
- Монтажер — Ж. Толомушева
- Режисер — Ю. Карякін
- Оператор — М. Джергалбаєв
- Художник-гример — Е. Котова
- Фотохудожник — А. Федоров
- Редактор — А. Джакипбеков
- Директор картини — Т. Орузбаєв